# Masanosuke Fukuda
Masanosuke Fukuda 福田 雅之助 (Tóquio, 4 de maio de 1897 - 22 de dezembro de 1974) foi um tenista profissional japonês.
Disputou os Jogos Olímpicos de 1924, avançando até a quarta rodada.